# فرودگاه شهرستان اسکس
فرودگاه شهرستان اسکس (به انگلیسی: Essex County Airport) یک فرودگاه همگانی بهره‌برداری هوایی با کد یاتا CDW است که یک باند فرود آسفالت دارد و طول باند آن ۱۳۸۸ متر است. این فرودگاه در شهر اسیکس، نیوجرسی کشور ایالات متحده آمریکا قرار دارد و در ارتفاع ۵۳ متری از سطح دریا واقع شده است.